# Isole di Bisernye
Le isole di Bisernye (in russo: Острова Бисерные, ostrova Bisernye) è un gruppo di isole russe nell'Oceano Artico che fanno parte dell'arcipelago della Terra di Francesco Giuseppe.

## Geografia
Le isole di Bisernye si trovano nella parte sud-orientale della Terra di Francesco Giuseppe, lungo la costa meridionale dell'Isola di Salm; sono 7 isolotti che non superano i cento metri di lunghezza. Tra la più occidentale e la più orientale ci sono circa 2,5 km.
Per la loro disposizione e forma (come grani di un rosario), è stato loro dato questo nome. In russo, Бисерные (Bisernye) è un derivato di Бисер (Biser), che significa appunto "grano" o "dalla forma di grano".

## Isole adiacenti
- Isola di Salm (Остров Сальм, ostrov Sal'm), a nord.
- Isola di Wilczek (Остров Вильчека, ostrov Vil'čeka), a ovest.
- Isola di Litke (Остров Литке, ostrov Litke), a est.
- Scogli degli Eschimesi (Рифы Эскимосские, rify Ėskimosskie), un gruppo di 3 isole a sud-ovest.